# La Magdalena Contreras
La Magdalena Contreras é uma demarcação territorial da Cidade do México, situada na parte oeste da capital mexicana. Possuía em 2015 uma população de 243.886 habitantes, distribuída em uma área de 64 km². Faz fronteira com Álvaro Obregón a oeste e com Tlalpan a leste.
O nome da demarcação provém da fusão tradicional dos nomes de duas figuras religiosas: de Maria Madalena, uma das discípulas de Jesus; e de El Señor de Contreras, uma escultura em madeira a que atribuem poderes milagrosos.